# Крашенинников, Александр Николаевич
Александр Николаевич Крашенинников (25 февраля 1948, село Афанасьевское, Ачитский район, Свердловская область — 9 ноября 2012, Воронеж) — русский писатель.

## Биография
1981 год — окончил Литературный институт им. Горького в Москве (факультет прозы).
Публиковать прозаические произведения начал в 1979 году в журнале «Уральский следопыт» (рассказ «Бабка Нюра»). Первая большая публикация, семь рассказов — в 1981 году.
В начале 1980-х написал роман «Ойкумена счастья» (был опубликован только в 1990 году — одновременно в журнале «Урал» и в книге «Дороги в лучшие пространства»).
В 1988 году был одним из организаторов и авторов известного в своё время экспериментального номера журнала «Урал». Литературный критик и литературовед Наум Лейдерман писал об этом номере так: «Журнал „Урал“ издал своеобразный манифест современного русского постмодернизма…»
В 1989 году повесть «Убийца» экранизирована на Свердловской киностудии. Впервые повесть была напечатана в журнале «Урал». Её сюжет во многом затем повторен в известном фильме «Ворошиловский стрелок».
В 1991 году был принят в Союз писателей СССР.
В 2001 году получил первую премию в открытом всероссийском литературном конкурсе «Чудесные истории о деньгах», в 2004 году — дополнительную премию в открытом всероссийском литературном конкурсе «Российский сюжет-2004» в номинации «За оригинальность сюжета».
В 2007—2012 гг. проживал в Воронеже. В местном журнале «Подъём» опубликованы рассказы «Прощай, Разуваевка!» и «Профессионалка».
Скоропостижно ушёл из жизни 9 ноября 2012 года.